# Boû Steïlé
Boû Steïlé oder Bousteila, arabisch بوصطيلة, ist die viertgrößte Stadt der Verwaltungseinheit Hodh Ech Chargui im Südosten des westafrikanischen Staats Mauretanien.
Der Ort liegt wenige Kilometer südwestlich der historischen Ruinenstadt Koumbi Saleh nahe der Grenze zu Mali.
Für die Bevölkerungszahl liegen vor dem Jahr 2000 keine Angaben vor, sie stieg jedoch kontinuierlich an. Im Jahr 2000 erreichte sie 14.904, 2005 wurde die Bevölkerung der Stadt auf 16.804 geschätzt. Damit lag sie 2005 auf der Liste der größten Städte Mauretaniens auf der Position 25 und war die viertgrößte Stadt in Hodh Ech Chargui nach Adel Bagrou, Boû Gâdoûm und Timbédra und vor der Hauptstadt Néma.

## Belege
1. ↑  City Population – Historische Einwohnerzahlen der Städte Mauretaniens
2. ↑  Mongabay – Aktuelle Einwohnerzahlen der Städte Mauretaniens